# Joan Muysken (econoom)
Joan Muysken (Delft, 18 december 1948) is een Nederlandse hoogleraar emeritus economie aan de Universiteit Maastricht.

## Biografie
Muysken promoveerde in de economie aan de Rijksuniversiteit Groningen op de aggregatie van productiefuncties. Muysken was vanaf 1984 hoogleraar economie aan de Faculteit Economie en Bedrijfskunde van de Universiteit Maastricht. Hij doceerde macro-economie en arbeidseconomie. Muysken heeft onderzoek gedaan aan de universiteit van Oslo in 1980. In 1983 was hij assistent-professor aan de SUNY in Buffalo, New York. Hij was professor aan de Université catholique de Louvain in België, in 1989; aan de Universiteit van Newcastle, Australië in 1995 en opnieuw in 2000, aan het Centre for European Economic Research in Mannheim, Duitsland, in 2000 en aan de Social Science Research Center Berlin in Duitsland, in mei 2000.
Het onderzoek van Muysken gaat onder andere over endogene groei en diffusie van technologie, skill mismatch, concurrentie op de arbeidsmarkt,
analyse van werkloosheid, portfolio-investeringen
en andere onderwerpen, waaronder zijn werk over gezondheid als determinant van economische groei. Hij schreef een aantal artikelen, papers en boeken.
Zijn meest opgemerkte werk is Full Employment Abandoned (2008), dat hij samen met de Australische econoom Bill Mitchell schreef. De auteurs gaan in op de oorsprong en oorzaken van werkloosheid in de laatste 150 jaar en beargumenteren dat de verschuiving van onvrijwillige naar zogeheten "natuurlijke voet" -concepten van werkloosheid achter de pleidooien tegen staatsinmenging zitten, met name tegen de ideeën van Keynes in de jaren dertig van de twintigste eeuw. Het beleid faalt systematisch, betogen de auteurs, in plaats van dat er sprake is van "individuele problemen". Ze presenteren een theoretische en empirische kritiek op de neoliberale aanpak en suggereren de invoering van een jobgarantie door de overheid. Deze beleidsmaatregel zou volledige werkgelegenheid met tegelijkertijd prijsstabiliteit een haalbare beleidsdoelstelling maken.
Na het uitspreken van zijn afscheidsrede "Van Reaganomics tot eurocrisis: dertig jaren in Maastricht" ontving hij op 29 november 2013 een koninklijke onderscheiding: hij werd benoemd tot officier in de orde van Oranje-Nassau.